# Clemence B. Horrall
Clemence Brooks Horrall, né le 24 septembre 1895 à Washington (Indiana) et mort le 4 octobre 1960, est le 41e chef du Los Angeles Police Department, en date du 16 juin 1941, date à laquelle il succède à Arthur C. Hohmann, jusqu'au 28 juin 1949, lorsqu'il démissionne sous la pression d'une enquête du grand jury sur la corruption de la police.

## Biographie
Clemence Brooks Horrall est né à Washington, dans l'Indiana et est diplômé de la Washington State University. Après avoir obtenu son diplôme, il s'est installé à Spokane, dans l'État de Washington, et a accepté un emploi à la Ralph Commission Company en tant que vendeur et acheteur de bétail. Au début de la Première Guerre mondiale, il s'est enrôlé dans le Corps des cadets et a servi avec eux pendant deux ans, avec le grade de soldat.
Après la guerre, il s'est rendu en Californie, s'est finalement installé dans la région de Los Angeles et a épousé sa femme Helen avec qui il a eu un fils. Après avoir effectué plusieurs petits boulots pour subvenir aux besoins de sa nouvelle famille, Horrall a décidé de faire carrière dans les forces de l'ordre.
Horrall gravit ensuite les échelons et fut nommé chef du LAPD lorsque Hohmann, sous la pression du maire de Los Angeles Fletcher Bowron, a volontairement été rétrogradé au poste de chef adjoint après avoir été pris au piège lors d' un procès pour corruption policière qui embarrassa le maire.
Au cours de son mandat, de nombreux événements importants se sont produits qui façonneraient Los Angeles au cours de la décennie des années 1940, lorsque la population de la ville proprement dite est passée de 1,5 million à près de 2 millions de personnes. Des événements tels que la Seconde Guerre mondiale, l'internement des nippo-américains, les Zoot Suit Riots de 1943 et l'homicide du Dahlia Noir ont secoué la ville.
Horrall fut forcé à la démission lorsque le scandale Brenda Allen, éclata. Lorsqu'une tentative de vol sur la personne de Brenda Allen, une maquerelle notoire, eut lieu, au cours de laquelle un policier du LAPD, le Sergent Elmer V. Jackson abattit le suspect, la presse et d'autres membres de la police prirent connaissance de leur relation.
Les écoutes téléphoniques conduisirent à l'arrestation d'Allen et la publicité qui en résulta, à la convocation d'un grand jury. Les révélations du grand jury sur la corruption policière  conduisirent à la démission de Horrall et son remplaçant par le général de division à la retraite William A. Worton, qui avait servi à la bataille d'Okinawa. En effet, le procès démontra que des officiers impliqués avec la madame d'Hollywood s'étaient parjurés sous serment lors d'un témoignage devant le grand jury, tout comme Horrall lui-même.
Clémence Horrall est décédé en 1960 d'une crise cardiaque et a été enterrée au Forest Lawn Memorial Park, près de Hollywood Hills.